# Club Atlético Peñarol 2019
Questa voce raccoglie le informazioni riguardanti il Club Atlético Peñarol nelle competizioni ufficiali della stagione 2019.

## Stagione
La stagione del Peñarol si apre con la sfida per la conquista della Supercopa Uruguaya contro i concittadini del Nacional, in cui i Carboneros si arrendono ai tiri di rigore. In Coppa Libertadores il cammino degli uruguaiani si ferma alla fase a gironi, dove non riesce a superare il gruppo formato da San José, LDU Quito e Flamengo, classificandosi a pari punti con le ultime due, ma con una differenza reti peggiore, "retrocedendo" quindi in Coppa Sudamericana. Il 18 maggio, vincendo lo scontro diretto con il Fénix, il Peñarol si aggiudica il torneo Apertura della Primera División intitolato a Juan Lazaroff.
Il 30 luglio il Peñarol viene eliminato dalla Coppa Sudamericana in virtù della sconfitta complessiva per 5-2 subita dal Fluminense. L'11 dicembre il Peñarol perde lo spareggio per l'assegnazione del titolo del torneo Clausura per 2-0 contro il Nacional. Il 15 dicembre il Nacional batte il Peñarol nella partita per l'assegnazione del titolo di campione di Uruguay per 1-0.

## Maglie e sponsor
| Casa | Trasferta | Terza maglia | Portiere | Portiere 2 | Portiere 3 | Allenamento 1 | Allenamento 2 |  |  |  |  |  |  |
| Manica sinistra · Manica sinistra · Maglietta · Maglietta · Manica destra · Manica destra · Pantaloncini · Pantaloncini · Calzettoni · Calzettoni | Manica sinistra · Manica sinistra · Maglietta · Maglietta · Manica destra · Manica destra · Pantaloncini · Pantaloncini · Calzettoni · Calzettoni | Manica sinistra · Manica sinistra · Maglietta · Maglietta · Manica destra · Manica destra · Pantaloncini · Pantaloncini · Calzettoni · Calzettoni | Manica sinistra · Manica sinistra · Maglietta · Maglietta · Manica destra · Manica destra · Pantaloncini · Pantaloncini · Calzettoni · Calzettoni | Manica sinistra · Manica sinistra · Maglietta · Maglietta · Manica destra · Manica destra · Pantaloncini · Pantaloncini · Calzettoni · Calzettoni | Manica sinistra · Manica sinistra · Maglietta · Maglietta · Manica destra · Manica destra · Pantaloncini · Pantaloncini · Calzettoni · Calzettoni | Manica sinistra · Manica sinistra · Maglietta · Maglietta · Manica destra · Manica destra · Pantaloncini · Pantaloncini · Calzettoni · Calzettoni | Manica sinistra · Manica sinistra · Maglietta · Maglietta · Manica destra · Manica destra · Pantaloncini · Pantaloncini · Calzettoni · Calzettoni |  |  |  |  |  |  |

## Rosa
La rosa e la numerazione sono tratte dal sito ufficiale del Peñarol.

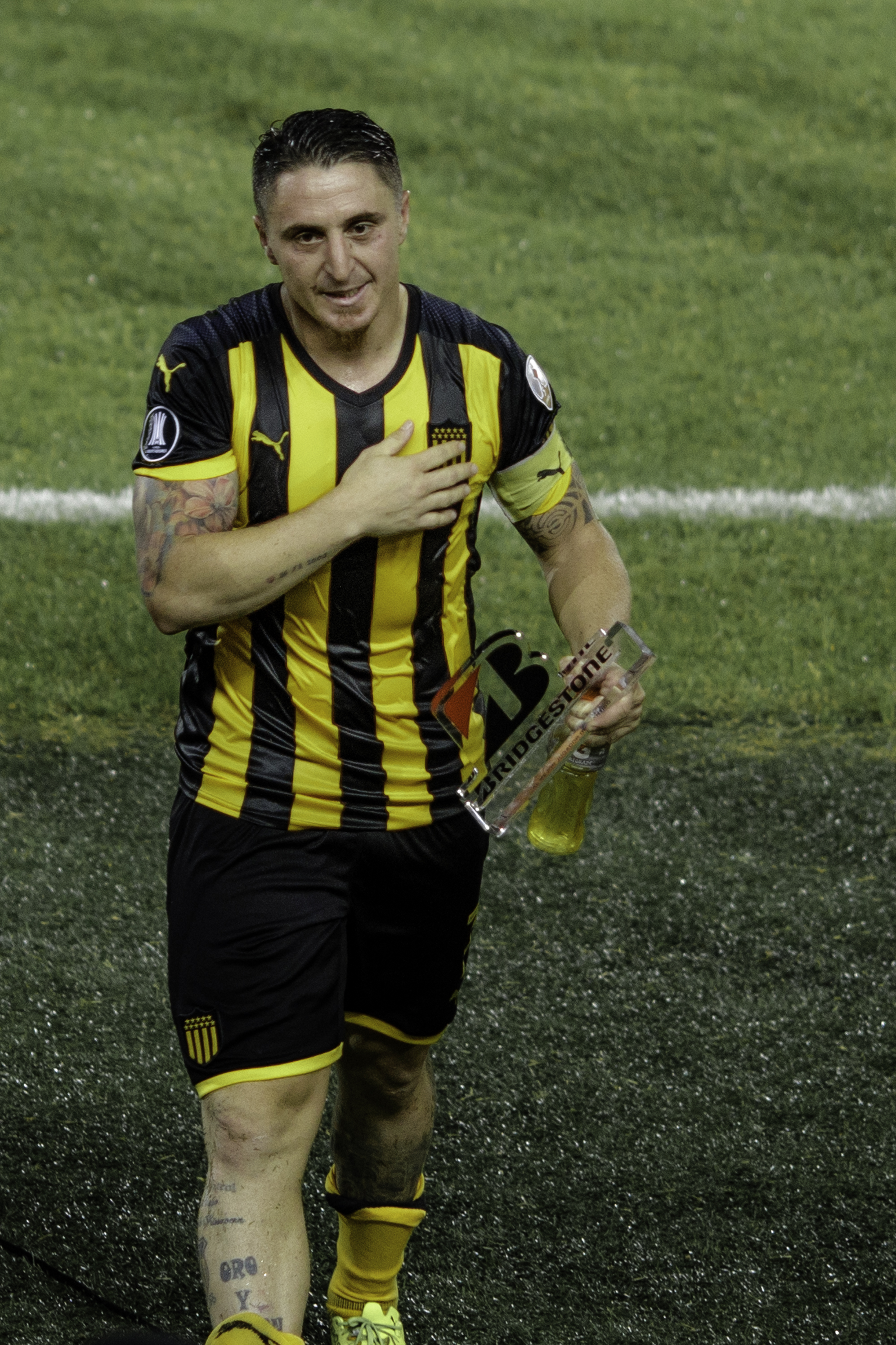
Cristian Rodríguez, dal 2017 capitano del Peñarol

| N. |                      | Ruolo | Calciatore                    |
| -- | -------------------- | ----- | ----------------------------- |
| 1  | Uruguay (bandiera)   | P     | Thiago Cardozo                |
| 2  | Uruguay (bandiera)   | D     | Fabricio Formiliano           |
| 3  | Uruguay (bandiera)   | D     | Enzo Martínez                 |
| 4  | Argentina (bandiera) | D     | Cristian Lema                 |
| 5  | Uruguay (bandiera)   | C     | Marcel Novick                 |
| 6  | Uruguay (bandiera)   | C     | Ignacio Lores                 |
| 7  | Uruguay (bandiera)   | C     | Cristian Rodríguez (capitano) |
| 9  | Uruguay (bandiera)   | A     | Gastón Rodríguez Maeso        |
| 10 | Uruguay (bandiera)   | C     | Maximiliano Rodríguez Maeso   |
| 11 | Uruguay (bandiera)   | A     | Fabián Estoyanoff             |
| 12 | Uruguay (bandiera)   | P     | Kevin Dawson                  |
| 14 | Uruguay (bandiera)   | C     | Guzmán Pereira                |
| 15 | Uruguay (bandiera)   | D     | Ezequiel Busquets             |
| 16 | Uruguay (bandiera)   | C     | Matías de los Santos          |
| 17 | Uruguay (bandiera)   | C     | Brian Rodríguez               |
| 17 | Uruguay (bandiera)   | C     | Facundo Pellistri             |
| 18 | Uruguay (bandiera)   | D     | Mathías Corujo                |

| N. |                      | Ruolo | Calciatore              |
| -- | -------------------- | ----- | ----------------------- |
| 19 | Uruguay (bandiera)   | A     | Agustín Canobbio        |
| 20 | Uruguay (bandiera)   | D     | Giovanni González       |
| 21 | Uruguay (bandiera)   | D     | Jesús Trindade          |
| 22 | Uruguay (bandiera)   | D     | Rodrigo Rojo            |
| 23 | Uruguay (bandiera)   | C     | Walter Gargano          |
| 24 | Uruguay (bandiera)   | A     | Darwin Núñez            |
| 25 | Uruguay (bandiera)   | P     | Adriano Freitas         |
| 26 | Uruguay (bandiera)   | A     | Gabriel Fernández       |
| 26 | Uruguay (bandiera)   | A     | Rodrigo Abascal         |
| 27 | Uruguay (bandiera)   | D     | Lucas Hernández Perdomo |
| 28 | Argentina (bandiera) | A     | Lucas Viatri            |
| 29 | Uruguay (bandiera)   | C     | Franco Martínez         |
| 29 | Spagna (bandiera)    | A     | Xisco Jiménez           |
| 30 | Uruguay (bandiera)   | A     | Luis Acevedo            |
|    | Uruguay (bandiera)   | D     | Gabriel Rojas           |
|    | Uruguay (bandiera)   | C     | Mathías Pintos          |

## Risultati

### Primera División

#### Apertura
| Arbitro: | Fedorczuk |

|  |           |                    |
|  | Marcatori | 90+2’ G. Rodríguez |

| Arbitro: | Ostojich |

|                                                                           |           |  |
| Fernández 11’ B. Rodríguez 69’ Hernández 82’ G. Rodríguez 85’ Acevedo 90’ | Marcatori |  |

| Arbitro: | Ferreyra |

|                                                          |           |                 |
| Fernández 11’ Viatri 43’ (rig.) Hernández 62’ Varela 81’ | Marcatori | 6’ José Alberti |

| Arbitro: | González |

|               |           |  |
| Fernández 23’ | Marcatori |  |

| Arbitro: | Tejera |

|                           |           |  |
| Pastorini 23’ Morales 44’ | Marcatori |  |

| Arbitro: | Riveiro |

|                               |           |                     |
| Acevedo 4’ G. Rodríguez 90+2’ | Marcatori | 52’ Araújo 55’ Sosa |

| Arbitro: | Cunha |

|  |           |                                              |
|  | Marcatori | 47’, 88’ Acevedo 64’ Viatri 85’ C. Rodríguez |

| Arbitro: | Ferreyra |

|          |           |  |
| Lema 35’ | Marcatori |  |

| Arbitro: | Matonte |

|  |           |             |
|  | Marcatori | 45’ Pereira |

| Arbitro: | Giménez |

|                         |           |              |
| C. Rodríguez 51’ (rig.) | Marcatori | 71’ Tancredi |

| Arbitro: | Fedorczuk |

|  |           |                       |
|  | Marcatori | 3’ Lema 39’ Fernández |

| Arbitro: | Ostojich |

|                     |           |                         |
| Corujo 45+3’ (aut.) | Marcatori | 40’ (aut.) C. Rodríguez |

| Arbitro: | Ferreyra |

|           |           |                             |
| Pérez 29’ | Marcatori | 15’ (rig.) Viatri 39’ Lores |

| Arbitro: | Garcia |

|                             |           |                  |
| Acevedo 26’ Fernández 90+2’ | Marcatori | 23’, 40’ Riquero |

| Arbitro: | Matonte |

|         |           |  |
| Sosa 8’ | Marcatori |  |

#### Intermedio
| Arbitro: | Tejera |

|                                      |           |  |
| B. Rodríguez 10’ Núñez 19’, 67’, 84’ | Marcatori |  |

| Arbitro: | Ostojich |

|           |           |                  |
| Viega 76’ | Marcatori | 43’ G. Rodríguez |

| Arbitro: | González |

|                            |           |  |
| Acevedo 58’ Formiliano 64’ | Marcatori |  |

| Arbitro: | Matonte |

|                         |           |                          |
| Rabuñal 47’ Menosse 79’ | Marcatori | 6’ Formiliano 67’ Viatri |

| Montevideo 18 agosto 2019, ore 19:00 UTC-3 5ª giornata | Peñarol | 0 – 0 referto | Juventud | Stadio Campeón del Siglo\| Arbitro: \| Fuentes \| |
| Arbitro:                                               | Fuentes |               |          |                                                   |

| Arbitro: | Cunha |

|           |           |  |
| Arezo 31’ | Marcatori |  |

| Arbitro: | Ferreyra |

|                              |           |  |
| Castro 23’, 34’ Carballo 66’ | Marcatori |  |

#### Clausura
| Arbitro: | Ostojich |

|                  |           |  |
| C. Rodríguez 38’ | Marcatori |  |

| Arbitro: | Ferreyra |

|              |           |                             |
| C. Núñez 79’ | Marcatori | 39’ Martínez 45’ Formiliano |

| Arbitro: | Umpiérrez |

|            |           |                |
| Varela 15’ | Marcatori | 47’ Formiliano |

| Arbitro: | Fedorczuk |

|            |           |  |
| Romero 87’ | Marcatori |  |

| Arbitro: | González |

|            |           |  |
| Viatri 64’ | Marcatori |  |

| Arbitro: | Ferreyra |

|                         |           |                                          |
| Sosa 8’, 53’ Araújo 74’ | Marcatori | 28’ (rig.) Viatri 52’, 75’ de los Santos |

| Arbitro: | Fuentes |

|                  |           |  |
| C. Rodríguez 60’ | Marcatori |  |

| Arbitro: | Matonte |

|  |           |                               |
|  | Marcatori | 53’ (rig.) Canobbio 65’ Xisco |

| Arbitro: | Fuentes |

|                         |           |              |
| Xisco 54’ Acevedo 90+2’ | Marcatori | 61’ Waterman |

| Arbitro: | Rodríguez |

|            |           |                              |
| Roldán 83’ | Marcatori | 22’, 60’ Xisco 80’ Pellistri |

| Arbitro: | Cunha |

|                         |           |  |
| C. Rodríguez 87’ (rig.) | Marcatori |  |

| Montevideo 17 novembre 2019, ore 16:00 UTC-3 12ª giornata | Nacional | 0 – 0 referto | Peñarol | Stadio del Centenario\| Arbitro: \| González \| |
| Arbitro:                                                  | González |               |         |                                                 |

| Arbitro: | Rodríguez |

|                               |           |                  |
| Viatri 45+1’ (rig.) Xisco 85’ | Marcatori | 29’ R. Fernández |

| Montevideo 27 novembre 2019, ore 17:00 UTC-3 14ª giornata | Progreso | 0 – 0 referto | Peñarol | Estadio Abraham Paladino\| Arbitro: \| Ferreyra \| |
| Arbitro:                                                  | Ferreyra |               |         |                                                    |

| Arbitro: | Umpiérrez |

|                        |           |             |
| Acevedo 7’ Lores 90+5’ | Marcatori | 54’ Dorrego |

| Arbitro: | Matonte |

|  |           |                          |
|  | Marcatori | 62’ G. Castro 66’ Corujo |

#### Fase finale
| Arbitro: | Cunha |

|            |           |  |
| Zunino 81’ | Marcatori |  |

### Coppa Libertadores

#### Fase a gironi
| Arbitro: | Rapallini |

|                        |           |  |
| Freire 25’ Aguirre 81’ | Marcatori |  |

| Arbitro: | Argote |

|                                      |           |  |
| Viatri 2’, 49’ Lema 23’ Canobbio 37’ | Marcatori |  |

| Arbitro: | Loustau |

|  |           |            |
|  | Marcatori | 88’ Viatri |

| Arbitro: | Herrera |

|                  |           |  |
| C. Rodríguez 70’ | Marcatori |  |

| Arbitro: | Delfino |

|                                             |           |                 |
| Mena 56’ Saucedo 73’ (rig.) Sanguinetti 88’ | Marcatori | 83’ (aut.) Mena |

| Montevideo 8 maggio 2019, ore 21:30 UTC-3 Gruppo D – 6ª giornata | Peñarol | 0 – 0 referto | Flamengo | Stadio Campeón del Siglo\| Arbitro: \| Tobar \| |
| Arbitro:                                                         | Tobar   |               |          |                                                 |

### Coppa Sudamericana

#### Fase a eliminazione diretta
| Arbitro: | Daronco |

|                  |           |                  |
| C. Rodríguez 90’ | Marcatori | 63’ G. Rodríguez |

| Arbitro: | Pitana |

|                          |           |  |
| Canobbio 50’ Gargano 73’ | Marcatori |  |

| Arbitro: | Samaniego |

|                  |           |                  |
| G. Rodríguez 89’ | Marcatori | 15’, 70’ Yony G. |

| Arbitro: | Loustau |

|                                  |           |            |
| Marcos Paulo 1’, 47’ Yony G. 25’ | Marcatori | 69’ Viatri |

### Supercopa Uruguaya
| Arbitro: | Cunha |

|                                                     |                      |                                                               |
| Angeleri 36’                                        | Marcatori            | 62’ (rig.) C. Rodríguez                                       |
| Bergessio Carballo Viña Joaquín Arzura Conde Zunino | Tiri di rigore 4 – 3 | C. Rodríguez Viatri G. Rodríguez Canobbio Fernández Hernández |

## Statistiche

### Statistiche di squadra
| Competizione       | Punti | In casa | In casa | In casa | In casa | In casa | In casa | In trasferta | In trasferta | In trasferta | In trasferta | In trasferta | In trasferta | Totale | Totale | Totale | Totale | Totale | Totale | DR  |
| Competizione       | Punti | G       | V       | N       | P       | Gf      | Gs      | G            | V            | N            | P            | Gf           | Gs           | G      | V      | N      | P      | Gf     | Gs     | DR  |
| ------------------ | ----- | ------- | ------- | ------- | ------- | ------- | ------- | ------------ | ------------ | ------------ | ------------ | ------------ | ------------ | ------ | ------ | ------ | ------ | ------ | ------ | --- |
| Primera División   | 75    | 18      | 13      | 5       | 0       | 33      | 10      | 19           | 8            | 6            | 5            | 24           | 18           | 39     | 21     | 11     | 7      | 57     | 31     | +26 |
| Coppa Libertadores | 10    | 3       | 2       | 1       | 0       | 5       | 0       | 3            | 1            | 0            | 2            | 2            | 5            | 6      | 3      | 1      | 2      | 7      | 5      | +2  |
| Coppa Sudamericana | -     | 2       | 1       | 0       | 1       | 3       | 2       | 2            | 0            | 1            | 1            | 2            | 4            | 4      | 1      | 1      | 2      | 5      | 6      | -1  |
| Supercopa Uruguaya | -     | -       | -       | -       | -       | -       | -       | -            | -            | -            | -            | -            | -            | 1      | 0      | 1      | 0      | 2      | 2      | 0   |
| Totale             | 85    | 23      | 16      | 6       | 1       | 41      | 12      | 24           | 9            | 7            | 8            | 28           | 27           | 50     | 25     | 14     | 11     | 71     | 44     | +27 |